# موتور حاجی نظر (کورین، دو)
موتور حاجی نظر (زاهدان)، روستایی از توابع بخش کورین شهرستان زاهدان در استان سیستان و بلوچستان ایران است.

## جمعیت
این روستا در دهستان کورین قرار دارد و براساس سرشماری مرکز آمار ایران در سال ۱۳۸۵، جمعیت آن ۲۳ نفر (۵خانوار) بوده‌است.